# ویتالی لازاریویچ گینزبرگ
ویتالی لازاریویچ گینزبرگ (روسی: Вита́лий Ла́заревич Ги́нзбург؛ زاده ۴ اکتبر ۱۹۱۶ – درگذشته ۸ نوامبر ۲۰۰۹) فیزیکدان روسی بود. او فیزیکدان نظری، فعال در اخترفیزیک، برنده جایزه نوبل، و یکی از پدران بمب هیدروژنی اتحاد جماهیر شوروی سوسیالیستی بود.
او به عضویت آکادمی علوم روسیه درآمد و جانشین ایگور یوگنیویچ تام به عنوان رئیس بخش فیزیک نظری موسسه فیزیک لبدف آکادمی علوم روسیه (FIAN) شد.
در سال ۲۰۰۳ برای کمک‌های پیشگام به تئوری ابررسانایی و ابرشارگی جایزه نوبل فیزیک به او اعطا شد.
گینزبرگ در اواخر عمر خود به یک ملحد آشکار و صریح تبدیل شد و از نفوذ روحانیون در جامعه روسیه انتقاد کرد.